# Biološki označevalec
Biolóški označeválec (angl. biomarker) je je katerakoli spremenljivka, ki omogoča objektivno vrednotenje normalnega biološkega procesa, patološkega procesa ali farmakološkega odziva na zdravljenje (na primer krvni tlak, telesna temperatura, raven glukoze v seču ali krvi ...). Obstajajo različne opredelitve izraza; v najširšem pomenu gre za katerokoli substanco, strukturo ali proces, ki je merljiv v telesu ali njegovih produktih ter daje informacijo o pojavnosti ali izidu bolezni, učinkovitosti zdravljenja ali medicinskega ukrepa ali o izpostavljenosti okolijskim dejavnikom, kot so kemikalije ali hranila. V ožjem pomenu, kot ga opredeljuje Slovenski medicinski slovar, je biološki označevalec celici lastna molekula, ki omogoči identifikacijo vrste celice. Njeno pojavljanje v krvi omogoči ali olajša diagnozo bolezni določenega organa, spremljanje napredovanja bolezni in uspešnost zdravljenja.

## Vrste bioloških označevalcev
Biološke označevalce lahko klinično razdelimo v 5 skupin:
- preventivni – omogočijo odkrivanje bolnikov z visokim tveganjem za bolezen,
- diagnostični – omogočajo odkrivanje, potrjevanje, spremljanje in ocenjevanje bolezni,
- prognostični – z njimi se ugotavlja tveganje za napredovanje bolezni,
- napovedovalni – prepoznajo bolnike, primerne za zdravljenje, in
- terapevtski biološki označevalci – kvantitativno merijo učinek zdravljenja.